# Alchemilla ischnocarpa
Alchemilla ischnocarpa är en rosväxtart som beskrevs av S. Fröhner. Alchemilla ischnocarpa ingår i släktet daggkåpor, och familjen rosväxter. Inga underarter finns listade i Catalogue of Life.